# طوكيو مارين
طوكيو مارين القابضة (بالإنجليزية: Tokio Marine Holdings, Inc)‏ هي شركة تأمين قابضة متعددة الجنسيات مقرها في طوكيو، اليابان. تعتبر أكبر مجموعة تأمين على الممتلكات/الحوادث في اليابان من حيث الإيرادات وهي الشركة الأم لمجموعة مجموعة طوكيو مارين التي توظف 39000 شخص في 38 دولة حول العالم.
يتمثل العمل الرئيسي لشركة طوكيو مارين في إدارة شركات التأمين على غير الحياة وشركات التأمين على الحياة وشركات الأوراق المالية المتخصصة والشركات الأجنبية العاملة في أعمال التأمين وأي شركة أخرى تكون أو قد تصبح شركة تابعة للشركة وفقًا لأحكام قانون أعمال التأمين في اليابان، وأي أعمال أخرى تتعلق بالعنصر السابق.
طوكيو مارين جزء من شركة ميتسوبيشي، إحدى التكتلات العملاقة اليابانية القليلة.

## التاريخ
تأسست في عام 1879 باسم طوكيو مارين للتأمين، وهي أقدم شركة تأمين في اليابان. تأسست ميليا القابضة في عام 2002 لتصبح الشركة الأم لطوكيو مارين ونيشيدو للتأمين ضد الحريق استعدادًا للاندماج، قبل إعادة تسميتها إلى طوكيو مارين القابضة في عام 2008.
استحوذت طوكيو مارين على شركة فيلادلفيا للتأمين مقابل 4.7 مليار دولار في عام 2008، واستحوذت على مجموعة دلفي المالية مقابل 2.66 مليار دولار في عام 2012. في يونيو 2015، أعلنت طوكيو مارين أنها ستستحوذ على إتش سي سي للتأمبن القابضة مقابل 7.5 مليار دولار. توقعت طوكيو مارين أن 46٪ من أرباحها ستأتي من خارج اليابان بعد الاستحواذ على إتش سي سي.
اعتبارًا من يونيو 2019، الرئيس والمدير التنفيذي للمجموعة هو ساتورو كوميا. في أكتوبر 2019، أعلنت طوكيو مارين للتأمين أنها ستشتري شركة التأمين مجموعة بيور مقابل 3.1 مليار دولار.

## الخلافات
وصفت منظمة تأمين مستقبلنا سياسة البيئة لشركة طوكيو مارين بأنها «ضعيفة». على عكس منافستها سومبو، لا تخطط طوكيو مارين للتوقف عن تأمين محطات الطاقة التي تعمل بالفحم في اليابان.